# Perfect Blue
«Perfect Blue» (яп. パーフェクト・ブルー Пафэкуто Буру, «Идеальная грусть») — полнометражный анимационный фильм Сатоси Кона по мотивам книги Ёсикадзу Такэути. Выпущен студией Madhouse. Премьера состоялась 5 августа 1997 года на международном кинофестивале «Фантазия» в Монреале и 28 февраля 1998 года в Японии. Фильм сочетает в себе несколько жанров — психологический триллер, драма и ужасы. Название буквально переводится как «Чистая синева», что отсылает к токийскому небу в романе, однако теряет своё значение для фильма. Perfect Blue изначально задумывался как игровое кино. Однако в ходе предварительной работы было принято решение создать полнометражную анимацию, воспроизведя все приёмы монтажа и движения камеры, характерные только для кинематографа.

## Сюжет
Главная героиня — Мимарин Киригоэ, лидер j-pop группы «CHAM!». Фильм начинается с того, что Мима на концерте сообщает своим фанатам, что решила оставить группу и попробовать себя в качестве актрисы. Поэтому решение Мимарин вызывает у поклонников весьма бурную реакцию. Придя домой после концерта и прочитав письмо от фаната, она узнаёт о «Комнате Мимы» — интернет-дневнике. Но Мимарин не понимает, что такое Всемирная сеть, поэтому поначалу не удивляется, что в сети существует «её» дневник, который ведёт не она.
Мимарин начинает сниматься. Её первая роль второго плана в сериале «Двойная связь». Она играет сестру одной из убитых моделей. Тем временем «Комната Мимы» вновь звонит тревожным колокольчиком. Заинтригованная Мимарин, обсудив «комнату» со своей помощницей и подругой Руми, решает купить компьютер и подключиться к сети. И вот — перед Мимарин её фальшивый дневник. Вначале девушка смеётся и улыбается, читая о себе — как она не любит выходить из поезда или вставать с кровати с левой ноги, например. Это — истинная правда. Но вот Мима начинает волноваться. Здесь написано всё о том, как она провела этот день — даже расписаны все её покупки в супермаркете. Похоже, что автор дневника знает о ней очень многое. Слишком многое. А «Комната Мимы» существует уже довольно долго.
Проходит несколько серий «Двойной связки», и режиссёр, приятно удивлённый игрой Мимари, предлагает её менеджеру расширить роль Мимы в сериале. Но для этого необходимо сняться в сцене изнасилования. А это значит — лишить себя дороги назад, в j-pop-индустрию. Никто из фанатов не примет исполнительницу с подмоченной репутацией. Поп-идол — это идеал, и его поступки должны быть безупречны и полностью соответствовать его сценическому имиджу.
Задумка сценариста в том, что после изнасилования психологический барьер героини Мимы начинает разрушаться, и её личность раздваивается. Игра Мимы потрясает режиссёра. Но Мима не играет, решение сниматься было для неё настолько нелёгким, что и она действительно сама начинает сходить с ума, как ей кажется. Теперь есть Мима — поп-идол, и сама Мимарин, выбравшая стезю актрисы, запутавшаяся и потерянная. Также Мима привлекает внимание публики не столько игрой, сколько откровенными кадрами и ракурсами в фотосъёмках, что вызывает гнев помешанного на Миме фаната.
Одно тянет за собой другое. И за сценой изнасилования следует эротическая фотосессия. Мимарин окончательно теряется. Стресс вызывает у неё галлюцинации — теперь ей повсюду мерещится Мима — поп-идол, говорящая ей, что Мимарин — предательница и подделка, а сама она — настоящая.
Тем временем на съёмочной площадке начинают происходить убийства. Убит сценарист, предложивший менеджеру Мимарин снять её в откровенной сцене, и фотограф, снимавший её обнажённой. Мимарин кажется, что она сходит с ума. Она не помнит, где была и что делала, и узнаёт о своих поступках только из «Комнаты Мимы». Но никто на съёмочной площадке не замечает этого — ведь сюжет сериала имеет идентичную задумку.
В конце концов выясняется, что раздвоением личности страдала Руми — менеджер и подруга Мимы, которая считала себя поп-идолом. Фильм заканчивается тем, что Мима смотрит на себя в машине в зеркало заднего вида и говорит с улыбкой: «Я настоящая».

## Роли озвучивали
| Актёр          | Роль                    |
| -------------- | ----------------------- |
| Дзюнко Ивао    | Мима Киригоэ            |
| Рика Мацумото  | Руми                    |
| Симпати Цудзи  | Тадокоро                |
| Масааки Окура  | Мамору Утида (Me-Mania) |
| Ёсукэ Акимото  | Тэдзима                 |
| Ёку Сиоя       | Такао Сибуя             |
| Хидэюки Хори   | Сакураги                |
| Эми Синохара   | Эри Отиаи               |
| Масаси Эбара   | Мурано                  |
| Киёюки Янада   | Режиссёр                |
| Тору Фурусава  | Яда                     |
| Эмико Фурукава | Юкико                   |
| Сихо Ниияма    | Рэй                     |
| Акио Суяма     | Тадаси Дои              |

## Производство
Изначально экранизация романа Ёсикадзу Такэути планировалась как художественный видеосериал. Однако работавшая над проектом продюсерская компания пострадала во время землетрясения в Кобе. Оставшихся после катаклизма средств хватило только на выпущенный в 1997 году полнометражный мультфильм.
Книга была издана в 1991 году под названием Perfect Blue: Kanzen Hentai («Идеальная синева: законченный извращенец») и рассказывала о маньяке, преследующем поп-звезду. Такэути, желая выпустить это на экране, безуспешно ходил с готовым сценарием из одной студии в другую, где ему всё время отказывали, пока, наконец, отчаявшись, он не обратился в Madhouse. Директор и продюсер Масао Маруяма счёл идею авантюрой, но всё же решил дать фильму зелёный свет: «В производственной компании, когда вы создаёте аниме, каждый делает то, что должен, и то, что хочет». Кацухиро Отомо, иллюстрировавший книгу, порекомендовал в качестве режиссёра Сатоси Кона. Тот, даже будучи дебютантом, выставил ряд жёстких условий. Прочтя сценарий, он не нашёл в нём ничего интересного и заявил, что возьмётся за работу, только если ему позволят выстроить историю по-своему. Студия пошла навстречу. Кону позволили делать со сценарием что угодно при условии — на месте останутся основные элементы: поп-звезда, ужас и маньяк. В начале фильма режиссёр показывает дешёвое аниме-шоу и критикует поп-индустрию и её фанатов: «Зрители привыкли к тому, что к ним относятся доброжелательно, поэтому я намеренно нарушил эту схему». Влияние Отомо чётко проявляется в нелестных, почти карикатурных образах японцев, резком темпе и жутко сказочной сюрреалистичности.
Новый сюжет Кон делал вместе с Садаюки Мураи (Boogiepop Phantom), обсуждая подробности по 5—6 часов в сутки. В основу они положили следующее: героиня, которую преследует маньяк, снимается в триллере о серийном убийце. Реальность двоится и троится, настоящие события путаются с киношными, актрису преследуют призраки и двойники, не давая понять, где её настоящая и вымышленная жизнь и реальна ли она сама. Кон работал в 1990-е годы — «Потерянное десятилетие» для Японии. Экономический рост сменился кризисом, который усугубил психологическое напряжение в стране, пережившей стремительную урбанизацию. Побегом от реальности, частых переработок и тяжёлой учёбы стала поп-культура. Главный приём режиссёра — ликвидация кульминаций в сценах: герои постоянно находятся в движении, перемещаются из одного помещения в другое, нет времени, чтобы передохнуть и осознать, что произошло. Жизнь на бегу приводит к сильному стрессу, ломающему психику — это отражено в сцене, когда Мимарин лежит в ванне и кричит в воду. Именно поэтому создатель называл такое «психо-саспенсом». В основе фильма лежит сложность понимания. В японских реалиях 1990-х годов история знаменитого мужчины могла стать более убедительной, но для аниме-аудитории в качестве главного героя привычна симпатичная девушка.
Бюджет оригинального видео на 70 минут составлял 90 млн иен (~830 тыс. долларов) без учёта затрат на звукозапись. Сперва ленту хотели выпустить как OVA только на VHS, но позже студия решила повысить её до фильма. Это означало больше финансирования, но меньше экранного времени, и в корзину полетели куски сценария — около сотни сцен. Плавные переходы от одних событий к другим, нагнетание атмосферы, постепенно растущий страх Мимы были принесены в жертву действию — рваному, скачущему в пространстве и времени, сбивающему с толку героев и зрителей. Для этого часто применялось соединение кадров (match cut), которые ощущаются естественным продолжением друг друга или совпадают визуально.
В интервью сайту Midnight Eye 2002 года Кон рассказал, что уже в 1998 году начал подготовку к следующему фильму «Актриса тысячелетия», куда в качестве сценариста также был приглашён Мураи. Продюсера очень заинтересовала концепция trompe-l'œil в Perfect Blue, поэтому производство нового аниме стартовало в 1999 году. В обоих случаях главные героини — актрисы (режиссёру нравятся женщины, поскольку с ними легко работать), кроме того, показаны отношения между поклонником и кумиром. Различия заключаются в тёмной и светлой стороне: Perfect Blue стал мрачным и негативным выпуском, а Millennium Actress более позитивным.

## Музыка
| №   | Название                         | Длительность |
| --- | -------------------------------- | ------------ |
| 1.  | «Angel of Love»                  | 4:19         |
| 2.  | «Alone yet Calm»                 | 4:37         |
| 3.  | «Mima's Theme»                   | 5:45         |
| 4.  | «Nightmare»                      | 5:20         |
| 5.  | «Virtual Mima»                   | 4:50         |
| 6.  | «Uchida's Theme»                 | 4:17         |
| 7.  | «Now Embraced by One's Memories» | 5:08         |
| 8.  | «Nightmare (Kaminari Version)»   | 5:53         |
| 9.  | «Virtual Mima (Voice Version)»   | 4:39         |
| 10. | «Season»                         | 3:40         |

Начальная композиция:
1. «Angel of Love», в исполнении Misa, Миэ Симидзу и Эмико Фурукава

Завершающая композиция:
1. «Season», в исполнении группы M-Voice

2016 году саундтрек был переиздан на грампластинке ограниченным тиражом компанией Tiger Lab Vinyl. Отличие заключается в том, что из него исключены все песни. В 2022 году выпускается аудиофильская версия на 2 LP в сине-розовом оформлении, формат записи — 45 об/мин, ремастеринг и производство — Джош Бонати. Также существует эксклюзивный вариант «Мима Сплит», распространяемый только Anime Limited.

### Участники записи
- Масахиро Икуми — музыка, аранжировка (5—6, 9), продюсирование (кроме 10), гитара, гут
- Юдзи Ёсида — музыка и аранжировка (3—4, 8)
- Макото Мицуи — музыка (2)
- Стихи — Кико Имаи (1), Муцуми Сумиё (2), Масато Одакэ (10)
- Тосиаки Усуи — акустическая гитара
- Гэтао Такахаси — бас-гитара
- Тору Сигэми — фортепиано и синтезатор
- Масахару Исикава — барабаны
- Misa — вокал (1, 7)
- Миэ Симидзу и Эмико Фурукава — вокал (1—2)
- Кадзуя Сато — мастеринг (Pony Canyon), Hitokuchizawa Studio
- Хеба Кадри — мастеринг переиздания, Timeless Mastering, Нью-Йорк
- Запись и сведение — Dutch Mama Studio и Birdman Studios (10)

### Прочее
Коробка из-под пиццы «Big Body» в сцене с поножовщиной является данью уважения Сусуму Хирасаве и его группе P-Model. Это название их альбома, выпущенного в 1993 году. В фильме также есть другие отсылки: реклама «Haldyn Hotel» в метро и сумки с буквами «FGG» — песни Хирасавы. Кон объяснил, что на него повлияла композиция P-Model — «Wire Self», где звучат слова «От этой комнаты до целого», то есть образ одиночества перед монитором и подключения к большому миру Интернета, как банджи-джампинг и уход в бессознательное во сне.
IndieWire дал Perfect Blue 19 место в списке 25 лучших саундтреков к фильмам 1990-х годов.

## Выпуск на видео
Аниме впервые вышло в Японии в 1998 году на VHS, LaserDisc и DVD от Pioneer LDC. Формат — 1,33:1 (4:3), система — NTSC, звук — Dolby Digital 2.0.
В Европе видеокассеты появились в 1998 году, а DVD в 2000 году благодаря британской компании Manga Entertainment совместно с американской Palm Pictures. Звуковая дорожка была уже в Dolby Digital 5.1. Дополнительные материалы включали интервью с Сатоси Коном и актёрами озвучивания, трейлер, фотогалерею, бонус-трек, превью и ссылки издателя. Для DVD-ROM шла программа PERFECTB — виртуальное радио о группе CHAM! и аниме, но только на японском языке. Британский совет по классификации фильмов присвоил рейтинг 18. Для американских зрителей отправили урезанную версию, сократив жестокие и сексуальные сцены на 3 минуты, чтобы получить рейтинг R. Японские DVD выпускались Geneon Entertainment в 2003 и 2008 годах.
6 декабря 2005 года состоялся выпуск на UMD.
Blu-ray в формате 1,85:1 и со звуком Dolby TrueHD 5.1 были изданы в Японии 29 февраля 2008 года. Обложка отличалась от традиционной — Мима здесь в концертном платье, которое разорвано на груди, оформление мозаичное.
6 и 10 сентября 2018 года фильм повторно демонстрировался в кинотеатрах США спустя 20 лет, показ был организован GKIDS и Fathom Events. 14 сентября 2019 года «Искусство кино» и «Japan Foundation» при ВГБИЛ представили Perfect Blue на японском языке с русскими субтитрами в московском кинотеатре «Октябрь» в рамках фестиваля японской анимации.
29 апреля 2019 года Anime Limited выпустила коллекционное издание: ремастированная версия на Blu-ray (японский DTS-HD Master Audio 5.1), лекции и интервью Сатоси Кона, комментарии актёров, исполнение песни «Angel of Love», трейлеры, оригинал в SD качестве со звуком Dolby Digital 2.0 и английскими субтитрами, саундтрек, раскадровки на 384 страницах и сопроводительный английский перевод на 48 страницах. В США и Канаде Shout! Factory распространяла обычное двухдисковое (Blu-ray + DVD). Улучшение оказалось субъективным: было удалено много зерна, что спорно, хотя линии теперь выглядят гораздо более чётко. Вопрос вызывает искажение по сторонам, с которым ничего не сделали. Поскольку на диске не указано, где, когда и как велась работа, то 4K-сканирование оригинального негатива явно не проводилось. Некоторые моменты (пятна, туманные и обесцвеченные сцены) говорят о том, что команде, стоящей за этим ремастером, пришлось обратиться к видео стандартной чёткости. Таким образом, полировка и чистка необязательно идут на пользу этому аниме. 14 сентября 2021 года GKIDS and Shout! Factory выпустили лимитированное издание Perfect Blue, добавлен новый 12-страничный буклет.
Продажи на видеоносителях принесли 2,8 млн долларов. Оригинальная анимация была аналоговая, жёсткая в движении, имела ряд ограничений, уступая «Акире» и «Манускрипту ниндзя». Повреждения и износ практически отсутствуют. Насыщенность слабая, цветовая палитра устойчивая, уровни чёрного стабильны и последовательны. Кодирование в H.264, средний битрейт более 30 Мбит/с, без артефактов. Диалоги чисты и легко различимы, большое внимание уделяется атмосферности. Perfect Blue лучше слушается на японском языке, хотя английский дубляж сделан профессионально, но остался только в Dolby Digital 5.1.
C 26 марта по 10 апреля 2022 года (во время цветения сакуры) информационно-культурный центр при посольстве Японии в США и Галерея Артура М. Саклера осуществили 5 онлайн-показов фильмов Сатоси Кона, включая Perfect Blue, по выходным дням. Мероприятие завершилось документальным выпуском The Illusionist, снятым французским режиссёром Паскалем-Алексом Винсентом, присутствуют интервью с Мамору Осии, Мамору Хосодой, Дарреном Аронофски и Родни Ротманом.
В 2023 году Madhouse анонсировала фильм в 4K для кинозалов в честь 50-летия студии. 15—28 сентября 2023 года Perfect Blue был показан в 44 кинотеатрах Японии (в некоторых заявлена версия 2K). 28 февраля 2025 года аниме вышло на 4K Ultra HD Blu-ray (в тот же день, что и японский театральный релиз 1998 года) в обычном и дорогом вариантах.

## Награды
- Гран-при на международном кинофестивале Fantasia в 1997 году[61].

## Отзывы и критика
Западная аудитория, находившаяся под впечатлением от «Акиры», «Манускрипта ниндзя» и «Уроцукидодзи», была уверена, что японская анимация — это жестокие и кровавые мультфильмы для взрослых. Perfect Blue эти ожидания полностью оправдала, получив признание в США и Великобритании: 23 место в списке 50 величайших анимационных фильмов и 97 место среди 100 лучших анимационных фильмов по версии журнала Time Out. Один из 50 ключевых аниме-фильмов по мнению обозревателей Британского института кино (позиция 30 в списке, составленном по году выпуска). 8 место в топ-50 лучших японских фильмов согласно рецензентам Time Out. Также Perfect Blue входит в список 50 лучших аниме всех времён по версии журнала «АнимеГид». На Rotten Tomatoes рейтинг составляет 84 % с учётом 55 критических обзоров.
Даррен Аронофски был особенно увлечён этим аниме, о чём он сказал Кону, когда они встретились в 2001 году. В его фильме «Реквием по мечте» есть ряд заимствований (эпизод с ванной), также влияние очевидно и в «Чёрном лебеде». Мадонна использовала Perfect Blue для видеоряда к песне «What It Feels Like for a Girl» в концертном туре 2001 года.
Роджер Корман сказал: «Потрясающий и мощный фильм. Если бы Альфред Хичкок сотрудничал с Уолтом Диснеем, они бы сделали такую картину». Entertainment Weekly в качестве влияния назвал кино «Головокружение». Хидэо Кодзима вспоминал, что впервые увидел Perfect Blue на анонсе в 1997 году. Его поразили метод привлечения аудитории и темы, которые обычно не рассматривались в анимации. San Francisco Chronicle назвала фильм знающим взрослым взглядом на то, что кажется подростковым раем: дерзкий мир хвостиков, рюкзаков, ноутбуков и видеокамер. В мыльной опере, где снимается Мима, есть сюжетный ход «Молчания ягнят».

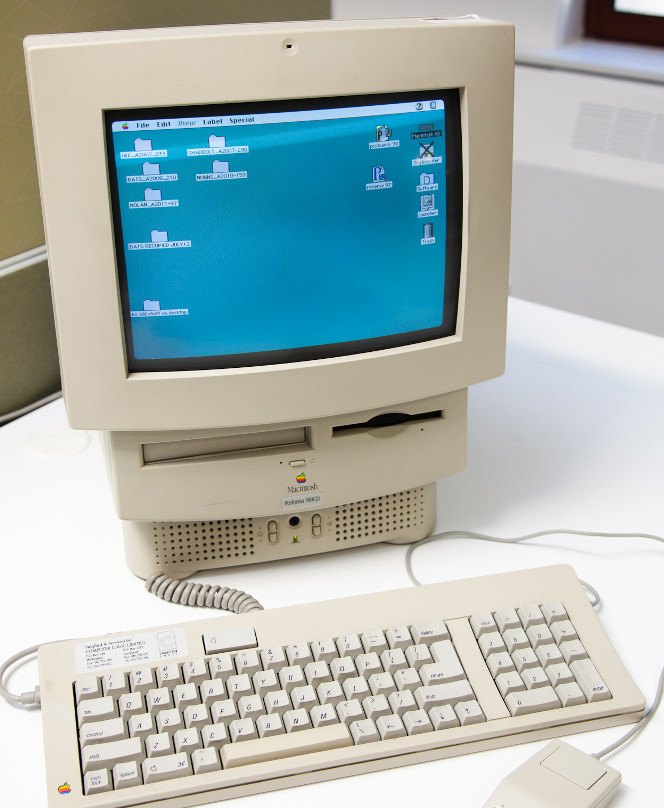
Macintosh Performa 580CD — компьютер Мимы

Анита Гейтс из The New York Times подчеркнула, что Мима — девушка с амбициями из успешной поп-группы, похожей на Spice Girls. Perfect Blue — своеобразный пример японской анимации. Сперва зрители заметят о Миме, что либо она не очень умна, либо совершенно не в курсе, как стать звездой. Люди на самом деле должны объяснить ей, что такое Интернет. Когда она готовится сыграть сцену изнасилования в своей первой актёрской роли, то замечает: «Не то чтобы они действительно насиловали меня». То, что говорит её отражение, бесценно: «Ты больше не поп-идол. Теперь ты грязная женщина, шлюха. Никто не любит поп-идола с запятнанной репутацией». Диагноз — диссоциативное расстройство идентичности, но может случиться так, что всё это нереально. Perfect Blue в конечном итоге превращается в очень интересную игру на уровнях восприятия реальности. С более умными диалогами мог получиться захватывающий фильм.
Animefringe счёл аниме удивительным психологическим исследованием, касающимся определения реальности и её применения. Сатоси Кон показывает несовершенный разум поп-звезды, которая не способна отличить подлинное от мнимого и потеряна для этого мира. Успех Мимы как вокалиста в лучшем случае был посредственным, и она оказалась на распутье. Переход скромной и осторожной девушки из музыкальной индустрии в кино является источником конфликта. Для того, чтобы перейти на новую ступень эволюции, человек должен определить собственные мотивы, перенести испытание, а также знать и понимать различные точки зрения на действительность. Мима, которая чуть не сошла с ума от призраков амбиций и сожалений, не справляется и без персонализации превращается в марионетку, никогда не заявляя, действительно ли вообще хочет что-то совершить. Сюжет становится более жестоким, а динамика мрачной, начинается двойная игра. Ключевая сцена «изнасилования» играет важную роль. Сексуальное легкомыслие осознавалось как инсценировка. Вместо взросления незрелая психика способствовала формированию «настоящей Мимы». В известных заключительных словах после пережитого ужаса девушка утверждает, что знает, кто она. Это возможно при условии логического построения мотивации и самооценки. Человек ищет доказательства себя, но если он не желает защищаться от общественного давления или не хочет выйти за пределы самообмана, то попадает в ложный мир.
В материале Variety Perfect Blue — психологический триллер, он интригует, но не попадает в точку. Дебютная картина Сатоси Кона отказывается от обычного аниме-фэнтезийного фона, который легко мог быть использован в игровом кино. Фильм становится гораздо интереснее, когда развивается за пределами стандартных ситуаций «женщина в опасности», создавая своего рода триллер Пиранделло (противоречие между социальной маской и истинным лицом человека, живущего в современном обществе), поскольку дезориентированная Мима больше не может различать реальность и иллюзию. Вторая половина сюжета более сложная, «красная селёдка» (вещь, ведущая в неверном направлении) отвлекает от банальных диалогов и скудного развития персонажей. Анимация на удивление однообразная, лучшая работа затрачена на ночные городские пейзажи. Хотя Perfect Blue в конечном итоге разочаровывает своей средней напряжённостью и неразвитым сценарием, но всё же удерживает внимание, пробуя что-то другое в своём жанре.
Otaku USA определил Perfect Blue лучшей работой Кона, которую необходимо посмотреть всем поклонникам аниме. Режиссёрский дебют стал шедевром. Это искусно созданный триллер, потому что он сразу же погружает в интригующий сюжет. Неверное направление — мастерство, ведь неизвестно, где следующий поворот. Хотя в фильме есть ответы на некоторые вопросы, гораздо интереснее подумать обо всех возможностях, а не об истинах, которые раскрываются в конечном итоге — подходящее упражнение для поклонников жанра. В романе, Эри Отиаи и Мима соперничают за образ «идеальной женщины» в глазах фанатов. Это углубляется в концепцию сталкеров, не желающих ничего, кроме как контролировать своих жертв. После просмотра анимационного фильма, рекомендуется почитать книгу, с которой всё началось, чтобы не пропустить детали. Но игровое кино Perfect Blue: Yume Nara Samete близко не стоит на уровне аниме.
Журнал Paste презентовал Perfect Blue как лучший фильм ужасов 1997 года. Это смелое полнометражное аниме ощущается как перекрестие между триллерами старой школы Альфреда Хичкока, «Персоной» Ингмара Бергмана, прото-слэшерами Дарио Ардженто, «Водолеем» Микеле Соави, «Мизери» и передозировками Даррена Аронофски, добавляя авангард, который Кристофер Нолан с гордостью назвал бы своим. Фильм бесстрашно бросается в глубины кризиса идентичности и последующего разрушения реальности вокруг главной героини, а также оставляет время для захватывающего насилия, которое заставляет зрителей смотреть с отвращением даже по сей день. Стремление к достижению статуса знаменитости, жажда славы столь же стары, как и кинематографическая среда. Сразу вспоминаются «Глаза звезды». Мир развлечений — идеальное место для фильмов ужасов, независимо от того, является ли человек обывателем или известным — все одинаково воспринимаются обществом как расходные куски мяса. 8 место в списке 100 лучших аниме фильмов этого же издания.
Питер Брэдшоу в обзоре The Guardian дал 3 из 5 звёзд и назвал Perfect Blue культовым аниме. Фильм до сих пор не даёт покоя, это дерзкий триллер, который не стесняется явного насилия и наготы, и некоторые сцены чрезвычайно неудобны в эпоху Вайнштейна. The Independent также поставила 3 из 5 звёзд, заметив, что сюжет легко можно позаимствовать из самых мрачных триллеров Брайана Де Пальмы. Создатели намеренно стирают границы между реальностью, миром телевидения и сном. Perfect Blue берёт и некоторые банальные идеи — осколки разбитых зеркал, используемых в качестве кинжалов, персонажей, сбитых грузовиками посреди дороги, доставщиков пиццы, которые оказываются маньяками. Западные зрители, чей опыт аниме ограничен работами Studio Ghibli и Хаяо Миядзаки, будут поражены не только сексуальностью и кровопролитием, но и явной мрачностью.
Спустя 20 лет после выхода в кинотеатрах США Polygon написал, что предсказания шедевра Сатоси Кона сбылись. Эта картина раскрыла, что значит иметь две личности: одну, представляемую публике, и настоящую. Perfect Blue, выпущенный на пороге широкого использования Интернета, предвидел, как онлайн пространство будет использоваться для манипулирования людьми и их запугивания, особенно с помощью преследования. Кон также обратился к растущим опасениям вокруг отаку или молодых людей, которые одержимы каким-то аспектом поп-культуры, и тому, как их навязчивые идеи могут подпитываться виртуальной реальностью. В 2019 году аниме стало ещё более актуальным, чем когда-либо: действия любой знаменитости тщательно изучаются, женщины в Интернете рассматриваются как товары, и у каждого есть две личности, которыми можно ежедневно манипулировать. Если взглянуть на ситуацию в k-pop, то группа BTS почитается во всём мире и стала машиной для создания контента, одержимого армией фанатов, которые считают это делом своей жизни. Они доводят до абсурда культ творчества, ищут информацию, обмениваются историями и следят за карьерой исполнителей, создают многочисленные фан-сайты, посещают каждый концерт. Нет никаких сомнений в том, что поклонники оказывают значительное давление на участников бой-бэнда. Для таких групп становится практикой культивировать хищных фанатов с помощью непрерывного производства новых песен, видео и даже приложений, мало чем отличаясь от работы СМИ. Все хотят порадовать тех, кто просматривает их Instagram, Facebook и Twitter. В мире, где доминирует влияние социальных сетей и количество подписчиков, Perfect Blue царапает насыщенную поверхность цифровой культуры, которая стирает грань между онлайн и реальностью. «Комната Мимы» стала для людей их собственной. В 2022 году, с развитием метавселенной, после 25 лет с момента премьеры фильма, многие выставляют себя на всеобщее обозрение и «рынок идей», столкнувшись с той же самой дихотомией, которая раньше была достоянием политиков и кинозвёзд. Far Out Magazine заметил, что празднуется экзистенциальный кошмар.
Борис Иванов в рецензии на кинопортале Film.ru выставил 9 из 10 баллов. По его словам, японская анимация славится разнообразием жанров, но даже для неё психологический триллер «Истинная грусть» — необычное полотно. И одной этой картины оказалось достаточно, чтобы вписать Сатоси Кона в пантеон выдающихся японских аниматоров. С графической и анимационной точки зрения «Истинная грусть» — отнюдь не лучшая работа студии Madhouse. Бюджет был ограниченным, в фильме немало типичных для средних японских лент статичных кадров, в которых тщательно прорисованные фоны маскируют отсутствие движения. Величие «Грусти» в её сюжете и сценарии, изощрённой игре с несколькими уровнями реальностей и иллюзий. Однозначного ответа на последний вопрос фильм не даёт, и поклонники до сих пор спорят, что случилось в действительности. Внутренний конфликт героини близок и понятен многим, особенно девушкам, от которых общество требует быть одновременно мадонной и шлюхой. Кон всегда утверждал, что его лента — всего лишь история взросления, но правы те, кто видят в ней острую критику сексистского отношения к женщинам. Японцы, как правило, считаются с общественным мнением. «Грусть» также затрагивает тему киберсталкинга. В книге Такэути не было ничего подобного — этот сюжетный ход придумал Кон, когда поставил у себя Интернет и достоверно показал его таким, какой он есть в отличие от голливудских фильмов и сериалов.

## Примечание
1. ↑  Perfect Blue
2. ↑  Rapid Eye Movies — Perfect Blue. Дата обращения: 15 января 2022. Архивировано 15 января 2022 года.
3. ↑  Perfect Blue — Selecta Visión. Дата обращения: 15 января 2022. Архивировано 15 января 2022 года.
4. ↑  Catalogue>P>Perfect Blue
5. ↑  Fantasia 97 Programme. Дата обращения: 18 февраля 2020. Архивировано 6 мая 2019 года.
6. ↑  Fantasporto 98 Programa Dia 22 de Fevereiro (domingo)
7. ↑  Борис Иванов. Идеальная синева. «Аниме и манга в России». Дата обращения: 19 февраля 2022. Архивировано 14 марта 2022 года.
8. ↑  Иванов Б. А., 2001, с. 176.
9. ↑  Ophélie Surcouf, Pauline Croquet. Masao Maruyama, producteur: «Pour moi, l’âge d’or de l’animation japonaise, c’est tous les jours» (фр.). Le Monde (7 июля 2017). Дата обращения: 26 июня 2022. Архивировано 20 июня 2022 года.
10. ↑  Алексей Филиппов. Вселенная Сатоси Кона: парад безумия, вдохновивший Даррена Аронофски и Кристофера Нолана. «Искусство кино» (10 сентября 2019). Дата обращения: 17 февраля 2022. Архивировано 17 февраля 2022 года.
11. ↑  Tasha Robinson. Perfect Blue. Hitchcock for the 1990s (англ.). Sci-Fi Weekly (4 октября 1999). Дата обращения: 4 августа 2021. Архивировано из оригинала 25 февраля 2009 года.
12. ↑  Дмитрий Елагин. Гений аниме. Сатоси Кон и его сны, иллюзии и миражи. The Art Newspaper Russia (16 сентября 2021). Дата обращения: 20 сентября 2021. Архивировано 20 сентября 2021 года.
13. ↑  Andrew Osmond. Interview: Satoshi Kon (англ.). Anime Limited (26 ноября 2017). Дата обращения: 26 июня 2022. Архивировано 6 июня 2022 года.
14. ↑  MY RECORD OF WAR - Battle Blue - (яп.). KON'STONE. Дата обращения: 19 февраля 2022. Архивировано 30 января 2019 года.
15. ↑  Interview with Satoshi Kon, Director of Perfect Blue (англ.). Perfect Blue. Дата обращения: 26 июня 2022. Архивировано из оригинала 2 апреля 2012 года.
16. ↑  Арсений Крымов. Сатоси Кон и его умное аниме. «Мир фантастики» (17 марта 2016). Дата обращения: 19 февраля 2022. Архивировано 17 февраля 2022 года.
17. ↑  Сабина Найко. Утрата связи с реальностью: как Сатоси Кон сочетает магию японской анимации с приёмами западного кино. «2х2.Медиа». Дата обращения: 1 апреля 2023. Архивировано 1 апреля 2023 года.
18. ↑  Midnight Eye interview: Satoshi Kon. Дата обращения: 10 июля 2022. Архивировано 1 ноября 2020 года.
19. ↑  PERFECT BLUE ORIGINAL SOUND TRACK. Дата обращения: 16 февраля 2020. Архивировано 16 февраля 2020 года.
20. PERFECT BLUE ORIGINAL SOUND TRACK. Дата обращения: 16 февраля 2020. Архивировано 16 февраля 2020 года.
21. ↑  «PERFECT BLUE» LIMITED EDITION LP
22. ↑  Masahiro Ikumi — Perfect Blue (Original Score). Дата обращения: 16 февраля 2020. Архивировано 25 февраля 2021 года.
23. ↑  Joseph Luster. Perfect Blue Vinyl Returns in Deluxe Audiophile Edition (англ.). Crunchyroll (5 мая 2022). Дата обращения: 6 мая 2022. Архивировано 6 мая 2022 года.
24. ↑  Perfect Blue: Deluxe 2XLP Audiophile Edition. Дата обращения: 6 мая 2022. Архивировано 5 мая 2022 года.
25. ↑  Perfect Blue Vinyl Soundtrack AllTheAnime.com exclusive "Mima Split" variant
26. ↑  Perfect Blue (movie) Trivia (англ.). Anime News Network. Дата обращения: 26 июня 2022. Архивировано 26 июня 2022 года.
27. ↑  Callum Archer. Perfect Blue: 10 Things You Never Knew About This Haunting Anime Movie (англ.). Comic Book Resources (15 мая 2020). Дата обращения: 26 июня 2022. Архивировано 1 ноября 2020 года.
28. ↑  Interview 23 2007年6月 アメリカから『パプリカ』について (яп.). KON'STONE. Дата обращения: 26 июня 2022. Архивировано 8 апреля 2019 года.
29. ↑  David Ehrlich, Christian Blauvelt, Leila Latif. The 25 Best Movie Scores of the ’90s (англ.). IndieWire (16 августа 2022). Дата обращения: 27 августа 2022. Архивировано 27 августа 2022 года.
30. ↑  Perfect Blue: Special Collection Box. Дата обращения: 18 февраля 2020. Архивировано 18 февраля 2020 года.
31. ↑  Perfect Blue VHS Manga Entertainment. Дата обращения: 16 июня 2023. Архивировано 16 июня 2023 года.
32. ↑  Perfect Blue (DVD) (англ.). Manga Entertainment. Дата обращения: 10 мая 2022.
33. ↑  Perfect Blue Starz / Anchor Bay (1997) / Region 1. Дата обращения: 18 февраля 2020. Архивировано 18 февраля 2020 года.
34. ↑  ANIMEfringe Reviews: Perfect Blue DVD
35. ↑  Perfect Blue (англ.). BBFC. Дата обращения: 6 июля 2022. Архивировано 6 июля 2022 года.
36. ↑  Perfect Blue R-Rated and Unrated. Дата обращения: 18 февраля 2020. Архивировано 18 февраля 2020 года.
37. ↑  PERFECT BLUE (Anamorphic Widescreen)
38. ↑  PSP Perfect Blue
39. ↑  Perfect Blue UMD for PSP
40. ↑  Perfect Blue Blu-ray Geneon Entertainment. Дата обращения: 18 февраля 2020. Архивировано 18 февраля 2020 года.
41. ↑  パーフェクトブルー Blu-Ray〈通常版〉 (яп.). Oricon. Дата обращения: 27 августа 2022. Архивировано 27 августа 2022 года.
42. ↑  PERFECT BLUE Now Available on Blu-Ray™, DVD, & Digital. Дата обращения: 18 февраля 2020. Архивировано 7 июля 2019 года.
43. ↑  Anime masterpiece Perfect Blue hits US theaters for its 20th anniversary. Дата обращения: 18 февраля 2020. Архивировано 18 февраля 2020 года.
44. ↑  Синематека: Классика анимэ (Москва) 18+. Дата обращения: 7 декабря 2022. Архивировано 7 декабря 2022 года.
45. ↑  Синематека: Классика анимэ. Дата обращения: 7 декабря 2022. Архивировано 7 декабря 2022 года.
46. ↑  Perfect Blue Ultimate Edition. Дата обращения: 18 февраля 2020. Архивировано 17 февраля 2020 года.
47. ↑  Perfect Blue: Ultimate Edition Review. Дата обращения: 18 февраля 2020. Архивировано 18 февраля 2020 года.
48. ↑  Perfect Blue Shout! Factory. Дата обращения: 18 февраля 2020. Архивировано 20 августа 2020 года.
49. ↑  Review: Satoshi Kon’s Perfect Blue on Shout! Factory Blu-ray. Дата обращения: 19 февраля 2020. Архивировано 10 августа 2020 года.
50. ↑  Blu-ray Review Perfect Blue. Дата обращения: 18 февраля 2020. Архивировано 27 марта 2019 года.
51. ↑  Blu-ray Review: 'Perfect Blue' Doesn’t Necessarily Need To Look Perfect. Дата обращения: 18 февраля 2020. Архивировано 24 сентября 2020 года.
52. ↑  «Perfect Blue» Arrives in Limited Edition Steelbook™. Дата обращения: 4 августа 2021. Архивировано 4 августа 2021 года.
53. ↑  Perfect Blue Limited Edition Steelbook + Exclusive Lithograph. Дата обращения: 4 августа 2021. Архивировано 4 августа 2021 года.
54. ↑  Pâfekuto burû (1998). Дата обращения: 10 июня 2020. Архивировано 28 ноября 2018 года.
55. ↑  Perfect Blue Blu-ray Review. Дата обращения: 18 февраля 2020. Архивировано 18 февраля 2020 года.
56. ↑  JICC The Legacy of Satoshi Kon: Retrospective (англ.). Japan Information & Culture Center, Embassy of Japan. Дата обращения: 26 марта 2022. Архивировано 26 марта 2022 года.
57. ↑  Madhouse 50 event. Дата обращения: 23 июля 2023. Архивировано 23 июля 2023 года.
58. ↑  今敏監督『パーフェクトブルー』4Kリマスター版 全国上映決定. Дата обращения: 23 августа 2023. Архивировано 23 августа 2023 года.
59. ↑  今敏監督作「パーフェクトブルー」ULTRA HD Blu-ray化、来年2月28日発売
60. ↑  パーフェクトブルー 4K REMASTER EDITION / ULTRA HD Blu-ray & Blu-ray(2枚組豪華版)
61. ↑  Fantasia 1997
62. ↑  Phelim O'Neill. Japan mourns anime master Satoshi Kon (англ.). The Guardian (26 августа 2010). Дата обращения: 26 июня 2022. Архивировано 25 мая 2022 года.
63. ↑  Time Out's 50 greatest animated films: Part 3. Time Out. Дата обращения: 15 сентября 2012. Архивировано из оригинала 1 января 2013 года.
64. ↑  Joshua Rothkopf, Dave Calhoun, Time Out contributors. The 100 best animated movies: the list (англ.). Time Out (22 июня 2015). Дата обращения: 18 мая 2021.
65. ↑  50 key anime films (англ.). BFI (12 августа 2020). Дата обращения: 27 января 2023. Архивировано 27 января 2023 года.
66. ↑  The 50 best Japanese movies of all time (англ.). Time Out (6 февраля 2023). Дата обращения: 7 марта 2023. Архивировано 7 марта 2023 года.
67. ↑  50 лучших аниме всех времён // АнимеГид : журнал. — М., 2006. — № 17. — С. 10.
68. ↑  Perfect Blue (1997). Дата обращения: 4 августа 2021. Архивировано 30 марта 2019 года.
69. ↑  2001年1月23日（火曜日）VSダーレン. Дата обращения: 15 февраля 2020. Архивировано 11 июля 2012 года.
70. ↑  Remembering Satoshi Kon, one of anime’s best-loved creators. Дата обращения: 10 февраля 2020. Архивировано 24 января 2020 года.
71. ↑  10 American Horror Films That Were Adapted From Japan. Дата обращения: 10 февраля 2020. Архивировано 7 октября 2019 года.
72. ↑  Perfect Blue review: Peerless animation that inspired ‘Black Swan’. Дата обращения: 15 февраля 2020. Архивировано 30 апреля 2019 года.
73. ↑  An Ode to Anime Auteur Satoshi Kon. Дата обращения: 21 февраля 2020. Архивировано 21 февраля 2020 года.
74. ↑  Animation That Broke the Rules. Дата обращения: 16 февраля 2020. Архивировано 16 февраля 2020 года.
75. ↑  A look at the «psycho suspense» film Perfect Blue
76. ↑  Keith Staskiewicz. Perfect Blue (1997) (англ.). Entertainment Weekly (16 июля 2012). Дата обращения: 7 марта 2023. Архивировано 17 июля 2012 года.
77. ↑  Tonight I’m watching «Perfect Blue» on BD. Дата обращения: 28 августа 2021. Архивировано 28 августа 2021 года.
78. ↑  Bob Graham. Animated `Blue' Has a Surreal Twist / Japanese film scrutinizes pop culture (англ.). San Francisco Chronicle (15 октября 1999). Дата обращения: 27 июня 2022. Архивировано 9 июля 2022 года.
79. ↑  Anita Gates. Perfect Blue FILM REVIEW; This Cartoon Didn't Come From Disney (англ.). The New York Times (20 августа 1999). Дата обращения: 14 февраля 2020. Архивировано 16 февраля 2020 года.
80. ↑  Aaron H. Bynum. Perfect Blue: The Delusional Bind (англ.). Animefringe (2005). Дата обращения: 3 июня 2020. Архивировано 19 апреля 2021 года.
81. ↑  Dennis Harvey. Film Review: “Perfect Blue” (англ.). Variety (31 октября 1999). Дата обращения: 15 февраля 2020. Архивировано 15 февраля 2020 года.
82. ↑  Revisiting Satoshi Kon’s Masterful Psychological Thriller, Perfect Blue. Дата обращения: 21 февраля 2020. Архивировано 6 июля 2020 года.
83. ↑  Marc Savlov. Perfect Blue (англ.). The Austin Chronicle (12 ноября 1999). Дата обращения: 28 июня 2022. Архивировано 28 июня 2022 года.
84. ↑  Jim Vorel. The Best Horror Movie of 1997: Perfect Blue (англ.). Paste (9 октября 2019). Дата обращения: 15 февраля 2020. Архивировано 23 декабря 2019 года.
85. ↑  Toussaint Egan, Jason DeMarco (10 августа 2019). The 100 Best Anime Movies of All Time. Paste (англ.). Архивировано 2 января 2021. Дата обращения: 5 июля 2020.
86. ↑  Peter Bradshaw. Perfect Blue review — cult anime pushes teenage girl over the edge (англ.). The Guardian (25 октября 2017). Дата обращения: 14 февраля 2020. Архивировано 19 июля 2019 года.
87. ↑  Geoffrey Macnab. Film reviews round-up: Call Me By Your Name, Grace Jones documentary Bloodlight And Bami (англ.). The Independent (26 октября 2017). Дата обращения: 4 августа 2021. Архивировано 26 октября 2017 года.
88. ↑  The gut-wrenching predictions of Satoshi Kon’s masterpiece Perfect Blue came true. Дата обращения: 10 февраля 2020. Архивировано 14 сентября 2019 года.
89. ↑  Spencer Whitworth. 'Perfect Blue': How Satoshi Kon's Anime Classic Still Resonates Nearly 25 Years Later (англ.). Collider (1 марта 2022). Дата обращения: 19 марта 2022. Архивировано 19 марта 2022 года.
90. ↑  Calum Russell. Celebrating 25 years of the existential nightmare 'Perfect Blue' (англ.). Far Out Magazine (5 августа 2022). Дата обращения: 19 декабря 2022. Архивировано 2 декабря 2022 года.
91. ↑  Борис Иванов. Рецензия на аниме-фильм «Истинная грусть». Film.ru (2 февраля 2015). Дата обращения: 31 января 2020. Архивировано 31 января 2020 года.